# Payera bakeriana
Payera bakeriana är en måreväxtart som först beskrevs av Anne-Marie Homolle, och fick sitt nu gällande namn av P. Buchner och Christian Puff. Payera bakeriana ingår i släktet Payera och familjen måreväxter. Inga underarter finns listade i Catalogue of Life.